# Corazón (película de 1947)
Corazón es una película argentina en blanco y negro dirigida por Carlos Borcosque sobre su propio guion escrito según la novela Corazón: Diario de un niño de Edmundo de Amicis que se estrenó el 30 de enero de 1947 y que tuvo como protagonistas a Narciso Ibáñez Menta, Juan Carlos Barbieri, Salvador Lotito y Marcos Zucker.

## Sinopsis
Un maestro de escuela va relatando a sus alumnos cada mes un cuento distinto y aleccionador.

## Reparto
- Narciso Ibáñez Menta
- Juan Carlos Barbieri
- Salvador Lotito
- Marcos Zucker
- Luis Zaballa
- Diana Ingro
- Carmen Llambí
- Félix Gil
- Juan Fontanals
- Enrique Lerós
- Juan Carlos Altavista
- Alberto Berco	... 	Extra
- Diego Marcote
- Agustín Orrequia

## Crítica
La crónica del diario La Prensa dijo sobre la película: "Dignamente realizada, con mesura, con precisión en algunos detalles, notas de aliento humano ...pero el director ...no acertó esta vez en imprimir y reflejar toda la emoción que el libro incomparable refleja".

## Premio
Por este filme la Academia de Artes y Ciencias Cinematográficas de la Argentina le otorgó el premio Cóndor Académico a la mejor adaptación de 1943 a Carlos Borcosque y galardonó a Luis Zaballa como el mejor actor infantil. 	